# Virgilio Giuricin
Virgilio Giuricin (Rovinj, 1934.), hrvatski fotograf iz Rovinja. Strastveni je istraživač, pun organizacijskih ideja, promicatelj fotografske kulture.

## Životopis
Rođen u staroj i uglednoj rovinjskoj obitelji. U rodnom mjestu završio Srednju tehničku školu. U Torinu završio Školu primijenjene umjetnosti (fotografija i dizajn). Od 1952. godine bavi se fotografijom. Radove je izlagao u Fotoklubu Rovinj.
Od godine 1971. tajnik i profesionalni fotograf u Zavičajnom muzeju Rovinj. Taj posao radio do 1979. godine. Od 1973. aktivno radi na promidžbi fotografske kulture u samostalnoj režiji i u klupskim okvirima. Od godine 1979. je samostalni umjetnik na polju fotografije i industrijskog dizajna. 1982. godine suosnivač obnovljenog Fotokluba Rovinj. 1985. inicirao, osnovao i vodio Photo Art Gallery Batana u Rovinju. 1990. godine osnovao Centar vizualnih umjetnosti Batana u Rovinju kojem predsjeda od osnivanja i time prestaje s radom Fotoklub Rovinj. Uskoro 1990. pokrenuo je Projekt fotografske vizualne umjetnosti Mundial fotofestival (MUFF), poznatu i priznatu u svijetu međunarodnu izložbu fotografije. Zadnjih godina intenzivno se bavi kreativnom fotografijom u boji, obrađuje stare fotografske postupke, unoseći rezultate vlastitih istraživanja, poštujući sva pravila estetike.
Tridesetak je godina bio izvjestitelj s Istre dnevnog lista La voce del popolo, riječkoga polumjesečnika Panorame i suradnik TV-Kopera.

## Djela
Giuricinove fotografije su tiskane u brojnim publikacijama i foto-monografijama, od 1969. do danas. Sudionik blizu petsto izložbi fotografije u zemlji i inozemstvu, od čega stotinjak samostalnih.

## Članstva
Član je Likovne kolonije Rovinj. Predsjednik te kolonije 1975-78. Član je ULUPUH-a od 1975. godine. Član Hrvatske zajednice samostalnih umjetnika od 1979. godine.

## Nagrade
Godine 1990. Fotosavez Jugoslavije dodijelio mu je počasno zvanje kandidata majstora fotografije za njegov izložbeni rad. FIAP, međunarodna federacija fotografske umjetnosti, dodijelila mu je počasno zvanje EFIAP, a za njegov organizacijski rad i zvanje ESFIAP.
140 različitih nagrada dobio je za izložbenu aktivnost.

## Vanjske poveznice
- Akademija Art  Arhivirana inačica izvorne stranice od 17. rujna 2017. (Wayback Machine) Virgilio Giuricin